# Josef Velenovský

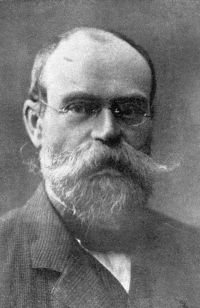
Josef Velenovský

Josef Velenovský, auch Joseph, (* 22. April 1858 in Čekanice; † 7. Mai 1949 in Mnichovice) war ein böhmischer, k. u. k. österreichischer, später tschechoslowakischer Botaniker und Philosoph. Er war von 1892 bis 1927 Professor für Botanik an der Karls-Universität Prag. Sein offizielles botanisches Autorenkürzel lautet „Velen.“ Als Philosoph vertrat er eine okkultistische, spiritistische, antisemitische und antibolschewistische Anschauung.

## Leben
Velenovský wuchs in einer Großfamilie auf. Er studierte von 1878 bis 1883 an der Karls-Universität Prag Botanik (bei Ladislav Josef Čelakovský und Heinrich Moritz Willkomm) und Philosophie. Im Jahre 1879 berief ihn Antonín Frič zum Assistenten für Paläobotanik am Museum des Königreiches Böhmen. Nach Abschluss seines Studiums wirkte er als Assistent von Čelakovský am Botanischen Institut der Karls-Universität. Im Jahre 1885 habilitierte er an der Karls-Universität. Im Jahre 1892 wurde Velenovský zum außerordentlichen Professor für Botanik an der Karls-Universität berufen. Von 1898 bis 1927 hatte er den dortigen Lehrstuhl für Botanik als ordentlicher Professor inne. Außerdem war er Leiter des Botanischen Gartens. Velenovský war bis 1914 zudem Vorsitzender der Böhmischen Botanischen Gesellschaft.
Er war der Onkel des Malers und Fotografen Josef Velenovský (1887–1967).

## Wirken

### Botanik
Velenovský widmete sich seit seiner Studienzeit zunächst der Phytopaläontologie und insbesondere der Flora der Kreidezeit in Böhmen. In der Mitte der 1880er wurde die Flora der Balkanhalbinsel zu seinem neuen Forschungsgebiet. Dazu unternahm er in den Jahren 1887, 1889 (mit Karel Vandas), 1893 (mit Hermenegild Škorpil und Václav Stříbrný), 1896 und 1897 fünf Forschungsreisen nach Bulgarien. Außerdem waren 16 Personen in seinem Auftrag als Pflanzensammler in Bulgarien unterwegs. Die Ergebnisse seiner Forschungen erschienen 1891 in der zweibändigen "Flora Bulgarica". Darin werden, einschließlich des Supplementbandes von 1898, 2877 Arten, darunter 158 neue beschrieben.
Nach seinen Forschungen in Bulgarien konzentrierte sich Velenovský auf die Bryologie. Vor allem in der Umgebung von Prag sammelte er Moose und beschrieb 1896 in seinem Werk Mechy české etwa 500 in Böhmen vorkommende Arten. Seinen nächsten Forschungsschwerpunkt bildeten die Lebermoose in Böhmen, seine Erkenntnisse veröffentlichte er in den Jahren 1901–1903 in dem dreibändigen Werk Játrovky české. Dieses Werk löste in der Fachwelt auch Kritik aus, da Velenovský darin ausschließlich seine Forschungsergebnisse einbrachte und die Aufnahme von Erkenntnissen anderer Bryologen ablehnte. Ebenso wurde kritisiert, dass Velenovský darin den Schwerpunkt auf die Morphologie gelegt hatte und anatomischen Studienmethoden ablehnend gegenüberstand. International erfuhren Velenovskýs bryologische Werke nur wenig Aufmerksamkeit, da sie nur in tschechischer Sprache erschienen sind.
Zu Beginn des 20. Jahrhunderts widmete sich Velenovský der Pflanzenmorphologie. 1905–1907 veröffentlichte er sein dreibändiges Werk Srovnávací morfologie rostlin, das zugleich auch unter dem Titel Vergleichende Morphologie der Pflanzen in deutscher Sprache erschien. In die Beschreibungen flossen auch Elemente von Velenovskýs mystizistische Weltanschauung ein, anatomische und mikroskopische Untersuchungsmethoden lehnte er strikt ab.
Zugleich beschäftigte sich Velenovský mit der Mykologie. Zwischen 1920 und 1922 erschien das sich überwiegend mit Ständerpilzen beschäftigende und von der Tschechischen Botanischen Gesellschaft herausgegebene Werk České Houby in fünf Bänden. Im Jahre 1934 veröffentlichte er in lateinischer Sprache mit deutschem Vorwort im Eigenverlag seine zweibändige Monographia Discomycetum Bohemiae über die Schlauchpilze in Böhmen. In seinen 2000 Seiten umfassenden mykologischen Werken beschrieb Velenovský 2727 neue Pilzarten, von den 190 noch heute als eigene Art gelten.

### Philosoph
Neben seinem umfangreichen botanischem Werk veröffentlichte Velenovský im Selbstverlag auch mehrere philosophische und andere Schriften. 1920 und 1922 erschien in zwei Bänden seine Přírodní filosofie. 1930 veröffentlichte er Erzählungen unter dem Titel Obrázky. Sein philosophisches und gesellschaftspolitisches Werk Poslední moudrost čili nauka o kosmickém duchovnu erschien 1935 und zwei Jahre später auch als deutschsprachige Ausgabe unter dem Titel Die letzte Weisheit oder die Lehre vom geistigen Kosmos.
Grundbausteine seiner philosophischen Ansichten bilden Materie, Geist und Äther (geistiger Kosmos). Im Grundsatz stimmte Velenovský der Darwinschen Evolutionstheorie zu. Jedoch war er der Ansicht, dass die Vielfalt der Pflanzen- und Tierwelt und deren komplexe Beziehungen nicht einfach durch natürliche Selektion entstanden sein konnten, sondern unter Einwirkung einer geistigen schöpferischen Energie. In seinem Buch Poslední moudrost beschrieb er 23 Leitprinzipien für die Evolution der Pflanzen und Tiere. Velenovský glaubte zudem an die Reinkarnation und die Kommunikation mit dem Geist Verstorbener.
Dem Kommunismus stand Velenovský ablehnend gegenüber. In Přírodní filosofie II vertrat er 1922 die Ansicht, die Kommunisten sollten auf eine einsame Insel verbracht werden, wo sie nach ihren Gesetzen leben könnten und die Geheilten könnten nach zehn Jahren wieder in die Zivilisation zurückgebracht werden.
In seinen Werken Přírodní filosofie, Literární studie und Obrázky brachte Velenovský zudem seinen tiefen Antisemitismus klar zum Ausdruck. In Poslední moudrost čili Nauka o kosmickém duchovnu stellte er "die jüdische Weltherrschaft als Symptom einer schwer erkrankten Menschheit" dar und kam zum Schluss, dass "die weiße Rasse durch Degeneration und die jüdische Pest dem Untergang geweiht sei". Als Zukunft der menschlichen Zivilisation sah er deshalb die Chinesen und Japaner an.
In Literární studie stellte er 1932 die Oktoberrevolution als Werk von Juden dar. Er sah einzig die christliche Nächstenliebe als Grundlage einer demokratischen Nation und nicht den "Juden Marx und den syphilitischen Asiaten Lenin" (Nechť jest národ demokratickým na základě křesťanské lásky k bližnímu a nikoliv na základě žida Marxe a syfilitického asiata Lenina).

## Ehrungen
Für seine Verdienste um die bulgarische Wissenschaft wurde Josef Velenovský durch die bulgarische Regierung mit der Alexander-Medaille geehrt.

## Taxa
Nach Josef Velenovský wurden mehrere Taxa benannt:
- Notocactus velenovsky, Frič (1891); heute wird dafür das Taxum Notocactus floricomus gebraucht
- Trifolium velenovskyi, Vandas ex Velen. (1891)
- Tortula velenovskyi, Schiffner (1893), entdeckt 1890 durch Velenovský im Prokoptal (Prokopské údolí) bei Prag
- Centaurea velenovskyi, Adamović (1894)
- Astragalus velenovskyi, Nábělek, (1923)
- Russula velenovskyi, Melzer & Zvára (1927)
- Naucoria velenovskyi, Pilát (1930)
- Galium velenovskyi, Ančev (1975)
- Entoloma velenovskyi, Noordel. (1979)
- Daphne velenovskyi, Halda (1981)
- Hilpertia velenovskyi, Schiffner & R.H.Zander (1989)
- Cortinarius velenovskyanus, Moënne-Locc. & Reumaux (1997)
- Cyanus velenovskyi, Adamović, Wagenitz & Greuter (2003)
- Mollisia velenovskyi, Gminder (2006)

## Von Josef Velenovský beschriebene Taxa zu Ehren anderer
- Boletus fechtneri zu Ehren von František Fechtner (1883–1967), Botaniker an der Karls-Universität in Prag[2]
- Inocybe reisneri, zu Ehren von Otakar Reisner, Verfasser des Titels „Č̌eské hvězdice“ (Erdsterne Tschechiens)[3]
- Hygrophorus hedrychii, zu Ehren von Job. Hedrych, langjährig leitender Gärtner des Botanischen Gartens der Böhmischen Universität in Prag[4]

## Publikationen
- Die Flora der böhmischen Kreideformation I–IV, 1882–1887 I. Theil – Internet Archive, II. Theil – Internet Archive III. Theil – Internet Archive, IV. Theil – Internet Archive
- Die Gymnospermen der böhmischen Kreideformation, 1885; doi:10.5962/bhl.title.109999
- Beiträge zur Kenntniss der bulgarischen Flora, 1886
- Atlas rostlinstva pro školu a dům, 1887
- Die Farne der böhmischen Kreideformation, 1888; Textarchiv – Internet Archive
- Květena českého cenomanu, 1889–1890; Textarchiv – Internet Archive
- Flora Bulgarica I-II, 1891
- O biologii a morfologii rodu Monesis, 1892
- O morfologii rostlin cevnatých tajnosnubných, 1892
- O Phyllokladiích rodu Danaë, 1892
- Mechy české, 1897
- Flora Bulgarica Supplementum I, 1898
- Játrovky české I–III, 1901–1903
- Srovnávací morfologie rostlin I-III, 1905–1907; deutsche Ausgabe Vergleichende Morphologie der Pflanzen, 1905–1907
- Přírodní filosofie I, 1920
- České Houby I-V, 1920–1922
- Přírodní filosofie II, 1922
- Systematická botanika I–VI, 1922–1926
- Flora Cretacea Bohemiae I–IV, 1926–1931
- Obrázky, Erzählungen, 1928
- Literární studie, 1932
- Monographia Discomycetum Bohemiae I-II, 1934
- Poslední moudrost čili Nauka o kosmickém duchovnu, 1935; deutsche Ausgabe Die letzte Weisheit oder die Lehre vom geistigen Kosmos, Praha 1937
- Novitates Mycologicae, 1939
- Novitates mycologicae novissimae. Opera Botanica Čechica 4, 1947